# Marco Bellocchio
Marco Bellocchio (Bobbio, 9 novembre 1939) è un regista, sceneggiatore e produttore cinematografico italiano.
Regista tra i più riconosciuti nel cinema d'autore italiano, Marco Bellocchio nel 1967 si è aggiudicato il Leone d'argento per la regia alla Mostra internazionale d'arte cinematografica di Venezia per il film La Cina è vicina. Nel 1991 ha vinto l'Orso d'argento, gran premio della giuria al Festival internazionale del cinema di Berlino per il film La condanna. Nel 1999 è stato insignito con un premio d'onore per il contributo al cinema al Festival cinematografico internazionale di Mosca, mentre nel 2011 gli è stato conferito il Leone d'oro alla carriera alla Mostra internazionale d'arte cinematografica di Venezia e nel 2021 ha ricevuto la Palma d'oro onoraria al Festival di Cannes.

## Biografia

### Formazione ed esordio
Fin dai tempi della scuola salesiana, ha mostrato interesse per il mondo del cinema. In seguito, la sua irriverenza verso modelli sociali conformisti lo ha fatto considerare un ribelle. A Bobbio, in provincia di Piacenza, dove è cresciuto, frequentò molto la sala cinematografica locale, appassionandosi alla regia. Nel 1959 frequentò il Centro sperimentale di cinematografia di Roma e, sotto la guida di Andrea Camilleri, nel 1962 divenne regista. In seguito proseguì a Londra i suoi studi sul cinema.
Tornato in Italia, a Bobbio, all'età di 26 anni, diresse il suo primo lungometraggio: I pugni in tasca (1965), selezionato al Festival del film Locarno e vincitore della Vela d'argento 1965. In questo lavoro mostrò il suo anticonformismo e lo stesso avvenne nei successivi lungometraggi: La Cina è vicina (1967, presentato al Festival di Venezia e vincitore del Gran premio della giuria) e Il popolo calabrese ha rialzato la testa (1969).
Questi film esprimono i valori di una rivolta vissuta, interpretata e proposta: quella del Sessantotto contro le istituzioni che, nella sua visione, dominano, controllano e reprimono tutta la società, imponendo valori etici borghesi. Bellocchio ha messo a nudo l'ipocrisia borghese, svelandone tutte le contraddizioni, fornendone una lettura personale. Non ha inteso tuttavia fare propaganda politica, pur essendo, nei suoi lavori, chiaramente orientato all'estrema sinistra: infatti erano gli anni della sua militanza nell'Unione Comunisti Italiani, un gruppo d'ispirazione maoista.
Nel 1966 pubblicò sulla rivista Rendiconti una raccolta di poesie dal titolo I morti crescono di numero e d'età. Nel 1969 partecipò con un episodio al film Amore e rabbia (1969) insieme con Pasolini, Bertolucci, Lizzani e Godard.

### Anni 1970

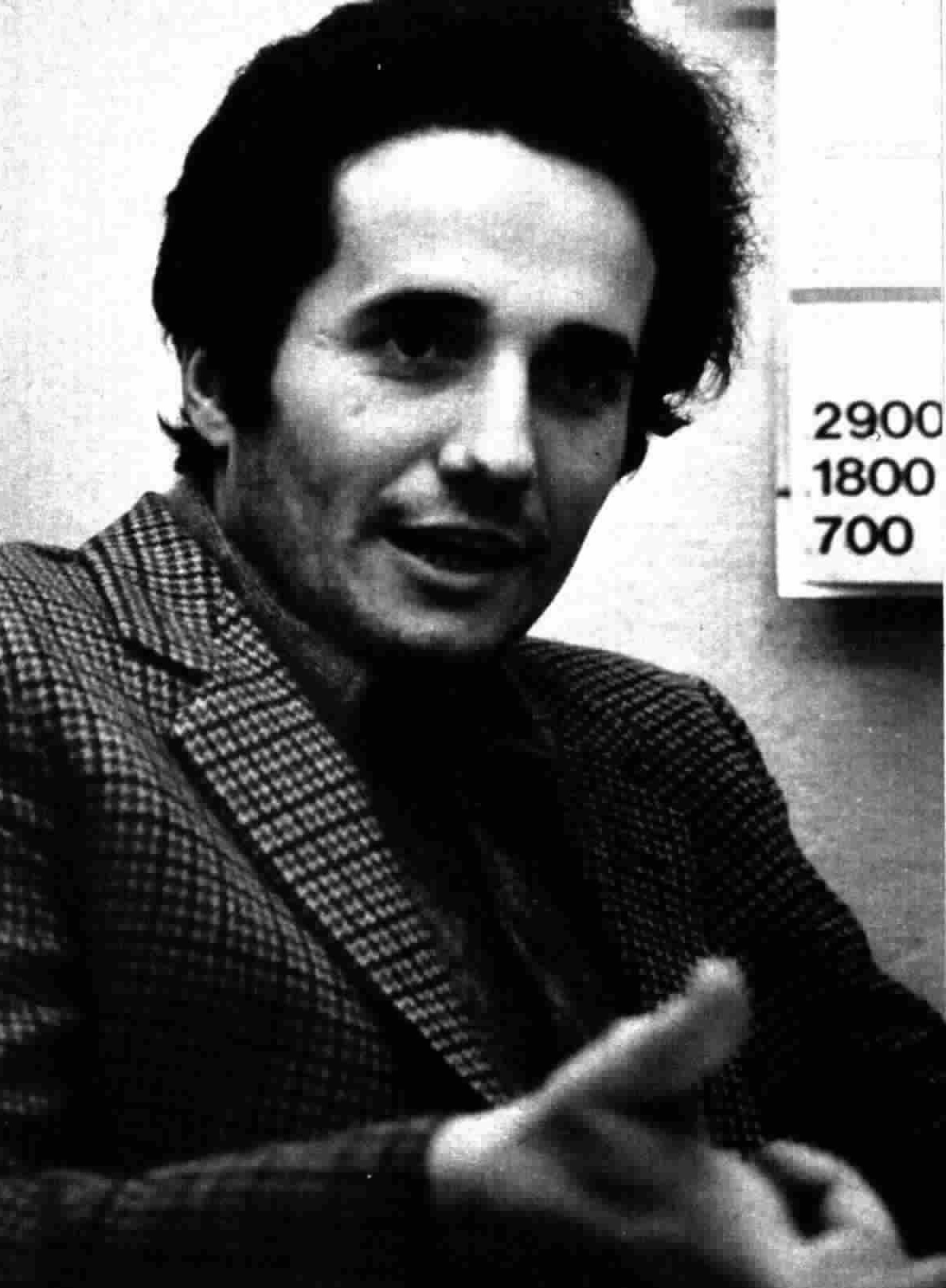
Marco Bellocchio negli anni Settanta

Nel 1971 sottoscrive la lettera aperta a L'Espresso sul caso Pinelli pubblicata sul settimanale L'Espresso. Intervistato in occasione della presentazione del suo film Vincere, Bellocchio ha confermato di non essere pentito di quell'appello.
Rievocò la sua infanzia in chiave grottesca nel film Nel nome del padre (1972) con Laura Betti. L'anno dopo dirige Gian Maria Volonté in Sbatti il mostro in prima pagina (1972). Dopo Pianeta Venere (1974, diretto da Elda Tattoli), Bellocchio rivolge un duro atto d'accusa contro i manicomi in Nessuno o tutti - Matti da slegare (1975), co-diretto con Silvano Agosti, Sandro Petraglia e Stefano Rulli. Nello stesso anno, presta la sua voce all'attore Aldo Valletti nel lungometraggio di Pier Paolo Pasolini Salò o le 120 giornate di Sodoma.
Nel 1977 gira una versione della commedia di Anton Čechov Il gabbiano. Nel 1978 conosce lo psichiatra Massimo Fagioli, con cui intraprende una lunga e complessa collaborazione: Fagioli parteciperà attivamente alla realizzazione di tre film: Diavolo in corpo, La condanna, Il sogno della farfalla.
Il regista riguardo alla propria adesione all'analisi collettiva del professor Massimo Fagioli e ai tre film fatti in collaborazione con lo stesso psichiatra, nel numero dei Cahiers du cinema dell'estate del 2023, la cui tematica generale era Refaire le monde, ha avuto modo di parlare del suo particolare coinvolgimento in quella che chiama utopia della metà degli anni Settanta e del suo allontanamento.

### Anni 1980, 1990 e 2000
Dopo Armonica a bocca (1979) e Vacanze in Val Trebbia (1980) dirige Marcello Mastroianni e Claudia Cardinale in Enrico IV (1984), tratto da una commedia di Luigi Pirandello, e quindi Diavolo in corpo (1986) tratto dal libro di Raymond Radiguet e La visione del sabba (1987). Nel 1991 vince l'Orso d'argento - Gran Premio della Giuria al Festival di Berlino con La condanna. Nel 1999 torna ad adattare Luigi Pirandello sul grande schermo con La balia.
Nel 2002 dirige Sergio Castellitto in L'ora di religione, con cui vince il Nastro d'argento. L'anno successivo (2003) rievoca la prigionia di Aldo Moro in Buongiorno, notte, con Maya Sansa e Roberto Herlitzka come protagonisti. Nel 2006 dirige nuovamente Castellitto in Il regista di matrimoni.
Nel 2006 si candida alle elezioni politiche per la Camera dei deputati nella lista della Rosa nel Pugno, costituita da radicali e socialisti, allontanandosi dalle sue precedenti posizioni comuniste. Negli anni successivi ha più volte manifestato la propria vicinanza ai radicali di Marco Pannella.
Nel 2009 esce Vincere: il film racconta la tormentata vita di Ida Dalser, amante di Benito Mussolini e madre di suo figlio Benito Albino. Il film vince il David di Donatello per il miglior regista. Sempre nel 2009 ha diretto lo spot di Banca Monte dei Paschi di Siena.

### Dal 2010 ad oggi
Nel marzo 2010, rivela di lavorare a un film a basso budget sull'Italia contemporanea, per il quale non ha trovato fondi. Ugualmente senza seguito resta l'intenzione di girare La monaca di Bobbio, un film storico ambientato nel suo paese natale. Il 4 e il 5 settembre 2010 dirige in diretta televisiva l'opera lirica Rigoletto a Mantova, interpretata da Plácido Domingo, prodotta dalla Rai e trasmessa in mondovisione in 148 paesi.

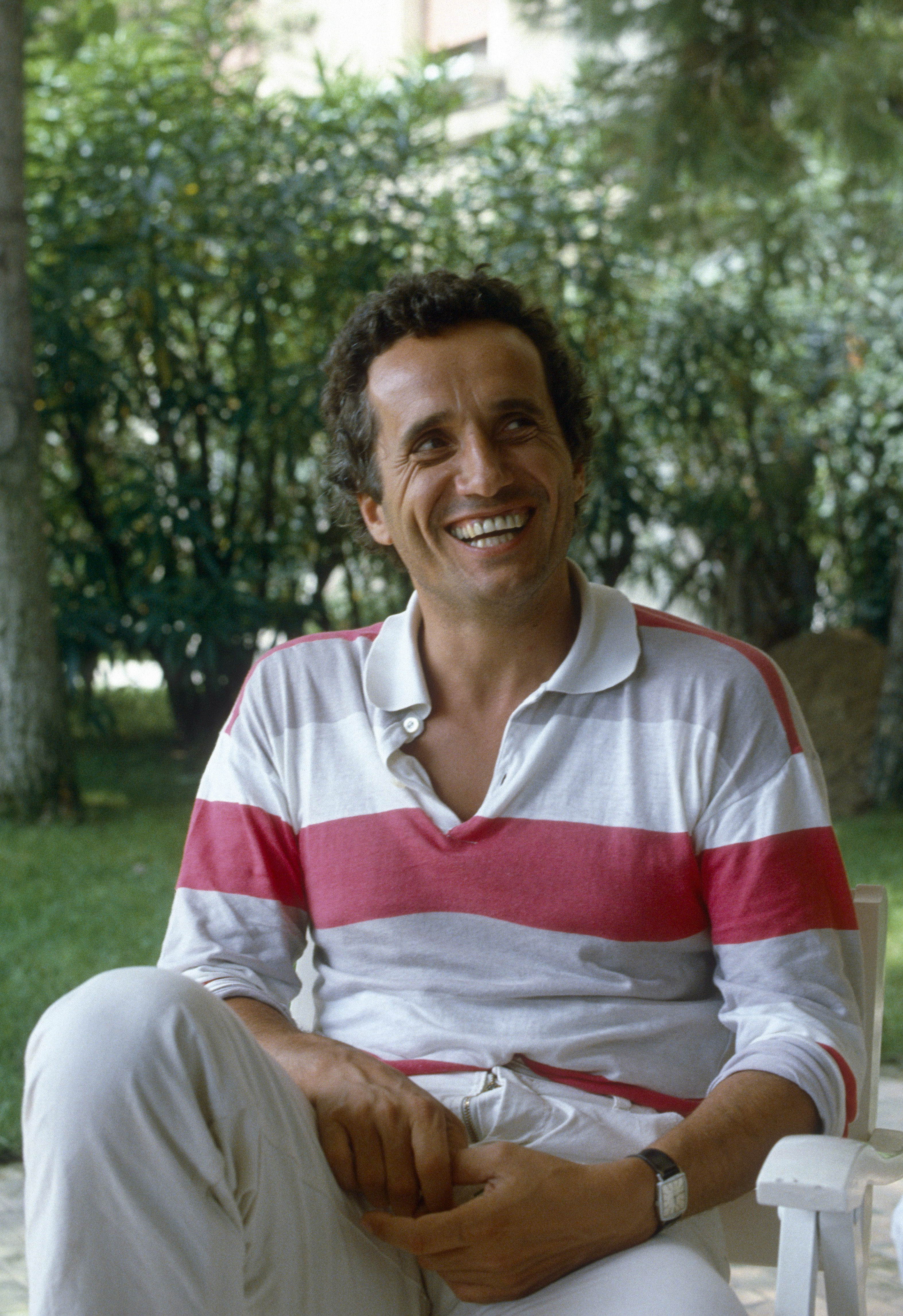
Marco Bellocchio alla Mostra del cinema di Venezia nel 1982

Nel 2011 gli viene assegnata l'Alabarda d'oro alla carriera per il cinema e anche il premio per la miglior regia per il film Sorelle Mai. Il 9 settembre alla 68ª Mostra internazionale d'arte cinematografica di Venezia ha ricevuto dalle mani di Bernardo Bertolucci il Leone d'oro alla carriera.
In seguito annuncia la sua intenzione di girare una storia ispirata alla vicenda di Eluana Englaro e di suo padre. Nonostante le numerose difficoltà produttive e i contrasti con la Regione Friuli-Venezia Giulia, le riprese iniziarono nel gennaio 2012 a Cividale del Friuli. Il film viene presentato in anteprima al Festival di Venezia 2012 con il titolo Bella addormentata. Il film affronta il tema dell'eutanasia e la difficoltà di avere una legislazione in materia di fine vita in un paese, l'Italia, che ospita nei suoi confini la Città del Vaticano, centro mondiale della Chiesa cattolica. A seguito della decisione della giuria del Festival di Venezia, che ha escluso il film dal Leone d'oro (assegnato al regista sudcoreano Kim Ki-duk), Bellocchio ha espresso forti critiche contro il presidente Michael Mann e l'operato dell'intera giuria, che accusa di penalizzare e non capire i film italiani.
Nel 2013 al Bif&st riceve il Premio Mario Monicelli per il regista dFestival di Cannes 2016el miglior film per Bella addormentata.
Fra il 2013 e il 2014, viene dato seguito al progetto di girare un film a Bobbio ed in Val Trebbia. Il film, ambientato nel XVII secolo, narra le vicende di una nobildonna costretta dalla famiglia a farsi monaca. La produzione di quest'ultimo progetto è italo-franco-svizzera; oltre alla regia e sceneggiatura di Bellocchio, il film avrà le musiche di Carlo Crivelli, il montaggio di Francesca Calvelli e la fotografia di Daniele Ciprì. Il cast include Lidiya Liberman, Filippo Timi, Alba Rohrwacher, Roberto Herlitzka, Toni Bertorelli, Ivan Franek e Pier Giorgio Bellocchio (figlio del regista), ma anche molte comparse locali. Il film viene presentato in anteprima al Festival di Venezia 2015 con il titolo Sangue del mio sangue. Da marzo 2014 è presidente della Cineteca di Bologna.
Nel 2016 esce Fai bei sogni, film interpretato da Valerio Mastandrea e Bérénice Bejo basato sul romanzo autobiografico omonimo di Massimo Gramellini e presentato alla Quinzaine des Réalisateurs del Festival di Cannes 2016. Nel 2019 esce Il traditore, film interpretato da Pierfrancesco Favino e Luigi Lo Cascio incentrato sul personaggio di Tommaso Buscetta, il mafioso, noto come "il boss dei due mondi", che aiutò i giudici Giovanni Falcone e Paolo Borsellino a far luce sull'organizzazione di Cosa nostra e sui suoi vertici. Il Film è stato in concorso al Festival di Cannes 2019.
Nel 2021 riceve la Palma d'oro onoraria al Festival di Cannes, dove presenta anche in anteprima Marx può aspettare. L'anno successivo dirige la pellicola Esterno notte, basata sul rapimento di Aldo Moro.
Nel 2023 esce Rapito, capolavoro basato sulla storia vera di Edgardo Mortara, il bambino ebreo strappato alla famiglia da papa Pio IX a metà Ottocento. Il bimbo venne battezzato dalla domestica e le norme dello Stato Pontificio vietavano che un cristiano fosse cresciuto da non cristiani. Il caso Mortara divenne uno scandalo di portata internazionale in un momento storico di declino del papato, che pochi anni più tardi sfocerà nella proclamazione del Regno d'Italia e nella breccia di Porta Pia. Inizialmente intenzionato a fare un film sul caso Mortara era stato Steven Spielberg, che poi però abbandonò il progetto.

## Farecinemae ilBobbio Film Festival

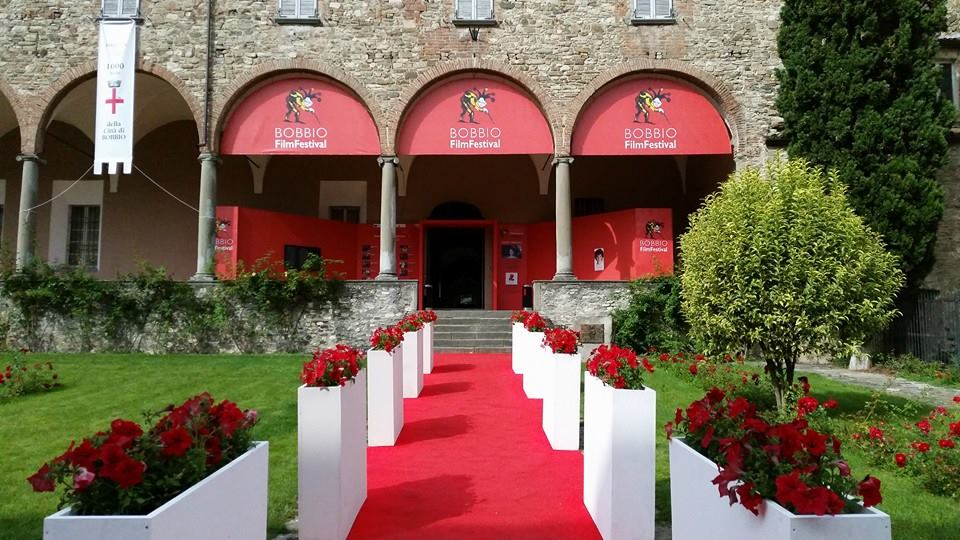
Bobbio Film Festival dal porticato dell'Abbazia di San Colombano

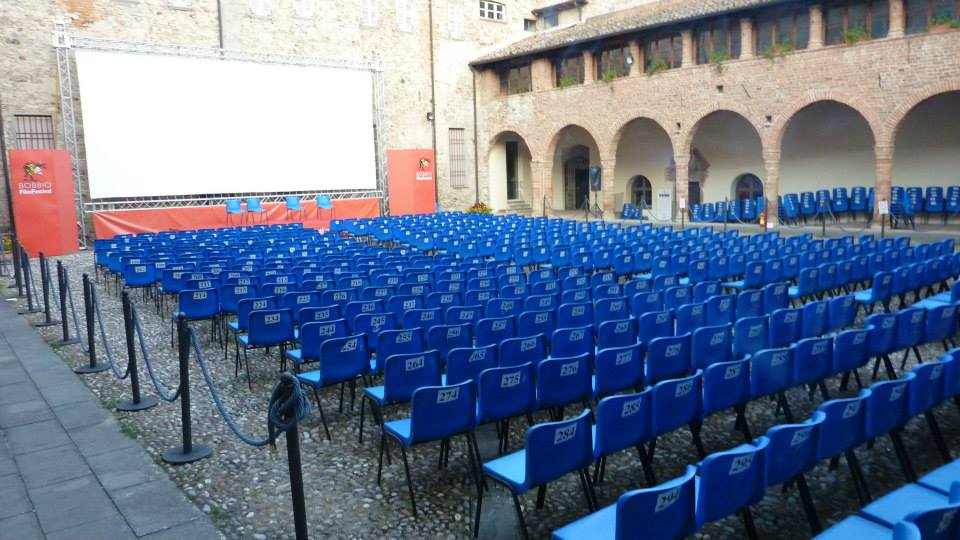
Allestimento nel Chiostro del Bobbio Film Festival

A Bobbio, ogni anno, dirige il suo laboratorio Farecinema – incontro con gli autori, scuola di regia e recitazione. La città e i dintorni fanno da set cinematografico con la partecipazione di comparse anche prese dalla strada. In parallelo istituisce il Festival cinematografico Bobbio Film Festival, con rappresentazioni nel periodo estivo nel chiostro dell'Abbazia di San Colombano dove si trasferisce il cinema locale. Un cineforum segue il termine delle proiezioni dove partecipano personaggi rappresentativi del film proiettato.
Dal 2005 al miglior film viene assegnato il premio "Gobbo d'Oro", in riferimento al Ponte Gobbo, simbolo di Bobbio, del gobbo come suggeritore e del gobbo (Rigoletto, tema caro al regista). Inoltre l'atteggiamento intimista richiama i film del regista, il mantello racchiude sul cuore il fratello gemello scomparso, la frattura che attraversa la statuina e l'espressiona angosciata sono metafora del trauma subito. Dal 2010, all'interno del festival, si tiene un seminario di critica residenziale, a cura della rivista duellanti.

## Vita privata
È stato fratello del critico Piergiorgio Bellocchio ed è padre dell'attore Pier Giorgio Bellocchio. È zio della scrittrice Violetta Bellocchio e cognato della psicologa Lella Ravasi Bellocchio. Ha avuto due figli, Pier Giorgio dall'unione con l'attrice Gisella Burinato ed Elena dall’unione con la montatrice Francesca Calvelli, sua attuale moglie.
Marco Bellocchio è ateo, ma preferisce definirsi non credente. In un'intervista, alla domanda: «Come definirebbe il suo ateismo?» ha risposto: «Come un rifiuto della dimensione metafisica».

## Filmografia

Lou Castel in una scena de I pugni in tasca

### Regista

#### Cortometraggi
- Abbasso il zio (1961)
- La colpa e la pena (1961)
- Ginepro fatto uomo (1962)
- L'uomo dal fiore in bocca (1993)
- Elena (1997)
- Nina (1999)
- L'affresco (2000)
- Un filo di passione (2000)
- Il maestro di coro (2001)
- Oggi è una bella giornata (2002)
- Pagliacci (2016)
- Per una rosa (2017)[31]
- La lotta (2018)[32]
- Se posso permettermi (2021)
- Se posso permettermi - Capitolo II (2024)

#### Lungometraggi
- I pugni in tasca (1965)
- La Cina è vicina (1967)
- Discutiamo, discutiamo, episodio di Amore e rabbia (1969)
- Nel nome del padre (1972)
- Sbatti il mostro in prima pagina (1972)
- Marcia trionfale (1976)
- Salto nel vuoto (1980)
- Gli occhi, la bocca (1982)
- Enrico IV (1984)
- Diavolo in corpo (1986)
- La visione del sabba (1988)
- La condanna (1991)
- Il sogno della farfalla (1994)
- Il principe di Homburg (1997)
- La balia (1999)
- L'ora di religione (2002)
- Buongiorno, notte (2003)
- Il regista di matrimoni (2006)
- Sorelle (2006)
- Vincere (2009)
- Sorelle Mai (2010)
- Bella addormentata (2012)
- Sangue del mio sangue (2015)
- Fai bei sogni (2016)
- Il traditore (2019)
- Esterno notte (2022)
- Rapito (2023)

#### Documentari
- Il popolo calabrese ha rialzato la testa (1969) - co-regia
- Viva il 1º maggio rosso proletario (1969) - co-regia
- Matti da slegare (1975), co-regia con Silvano Agosti, Sandro Petraglia, Stefano Rulli
- La macchina cinema (1979), co-regia con Silvano Agosti, Sandro Petraglia, Stefano Rulli
- Vacanze in Val Trebbia (1980)
- Addio del passato (2002)
- La primavera del 2002 - L'Italia protesta, l'Italia si ferma video documentario collettivo (2002)
- Appunti per un film su Zio Vania (2002)
- Marx può aspettare (2021)

#### Televisione
- Il gabbiano (1977) - Film TV
- Sogni infranti (1995) - Film TV
- La religione della storia (1998) - Film della serie TV Alfabeto italiano
- Rigoletto a Mantova (2010) - Opera TV

### Attore
- Francesco d'Assisi di Liliana Cavani (1966)
- N.P. - Il segreto di Silvano Agosti (1971)
- A un millimetro dal cuore di Iole Natoli (2002)
- Volontè - L'uomo dai mille volti, regia di Francesco Zippel (2024)

### Sceneggiatore
- Pianeta Venere, regia di Elda Tattoli (1974)
- Armonica a bocca, regia di Piero Natoli (1979)
- Radio West, regia di Alessandro Valori (2003)
- Materia e visione, regia di Matteo Pizzarello e Alessandro Valori – documentario (2006)
- Il traditore, regia di Marco Bellocchio (2019)
- Esterno notte, regia di Marco Bellocchio (2022)
- Rapito, regia di Marco Bellocchio (2023)
- La vita accanto, regia di Marco Tullio Giordana (2024)

### Produttore
- La vita accanto, regia di Marco Tullio Giordana (2024)
- Campo di battaglia, regia di Gianni Amelio (2024)
- Il tempo che ci vuole, regia di Francesca Comencini (2024)

### Doppiaggio
- Aldo Valletti in Salò o le 120 giornate di Sodoma di Pier Paolo Pasolini (1975)
- Lou Castel in Porci con le ali di Paolo Pietrangeli (1977)

## Riconoscimenti
- David di Donatello
  - 1980 - Miglior regista ex aequo per Salto nel vuoto
  - 2003 - Candidatura al miglior film per L'ora di religione
  - 2003 - Candidatura al miglior regista per L'ora di religione
  - 2003 - Candidatura alla miglior sceneggiatura per L'ora di religione
  - 2004 - Candidatura al miglior film per Buongiorno, notte
  - 2004 - Candidatura al miglior regista per Buongiorno, notte
  - 2004 - Candidatura alla miglior sceneggiatura per Buongiorno, notte
  - 2007 - Candidatura al miglior regista per Il regista di matrimoni
  - 2007 - Candidatura al Premio Film Commission Torino Piemonte per Il regista di matrimoni
  - 2010 - Candidatura al miglior film per Vincere
  - 2010 - Miglior regista per Vincere
  - 2010 - Candidatura alla miglior sceneggiatura per Vincere
  - 2011 - Candidatura al miglior regista per Sorelle Mai
  - 2014 - David alla carriera
  - 2017 - Candidatura al miglior film per Fai bei sogni
  - 2017 - Candidatura al miglior regista per Fai bei sogni
  - 2017 - Candidatura alla miglior sceneggiatura non originale per Fai bei sogni
  - 2020 - Miglior film per Il traditore[33]
  - 2020 - Miglior regia per Il traditore
  - 2020 - Migliore sceneggiatura originale per Il traditore
  - 2020 - Candidatura al David Giovani per Il traditore
  - 2022 - Candidatura al miglior documentario per Marx può aspettare
  - 2023 - Candidatura al miglior film per Esterno notte
  - 2023 - Miglior regia per Esterno notte
  - 2023 - Candidatura alla miglior sceneggiatura originale per Esterno notte
  - 2024 - Candidatura al miglior film per Rapito
  - 2024 - Candidatura alla miglior regia per Rapito
  - 2024 - Migliore sceneggiatura adattata per Rapito
- Nastro d'argento
  - 1966 - Candidatura al miglior regista per I pugni in tasca
  - 1966 - Miglior soggetto per I pugni in tasca
  - 1966 - Candidatura alla miglior sceneggiatura per I pugni in tasca
  - 1968 - Miglior soggetto per La Cina è vicina
  - 1968 - Candidatura alla miglior sceneggiatura per La Cina è vicina
  - 1976 - Candidatura al miglior soggetto per Marcia trionfale
  - 1998 - Candidatura alla miglior sceneggiatura per Il principe di Homburg
  - 2002 - Miglior regista per L'ora di religione
  - 2002 - Miglior soggetto per L'ora di religione
  - 2002 - Candidatura alla miglior sceneggiatura per L'ora di religione
  - 2004 - Candidatura al miglior regista per Buongiorno, notte
  - 2004 - Candidatura alla miglior sceneggiatura per Buongiorno, notte
  - 2007 - Candidatura al miglior regista per Il regista di matrimoni
  - 2007 - Miglior soggetto per Il regista di matrimoni
  - 2009 - Candidatura al miglior regista per Vincere
  - 2011 - Candidatura al miglior regista per Sorelle mai
  - 2013 - Candidatura al miglior regista per Bella addormentata
  - 2013 - Candidatura alla miglior sceneggiatura per Bella addormentata
  - 2017 - Candidatura al miglior regista per Fai bei sogni
  - 2019 - Miglior film per Il traditore
  - 2019 - Miglior regista per Il traditore
  - 2019 - Migliore sceneggiatura per Il traditore
  - 2022 - Film dell'anno per Marx può aspettare
  - 2023[34] - Miglior film per Rapito
  - 2023 - Miglior regista per Rapito
  - 2023 - Migliore sceneggiatura per Rapito
- Globi d'oro
  - 1991 - Miglior film per La condanna
  - 1997 - Miglior film per Il principe di Homburg
  - 2002 - Miglior film per L'ora di religione
  - 2002 - Candidatura alla miglior sceneggiatura per L'ora di religione
  - 2004 - Candidatura al miglior film per Buongiorno, notte
  - 2004 - Candidatura al miglior regista per Buongiorno, notte
  - 2004 - Candidatura alla miglior sceneggiatura per Buongiorno, notte
  - 2006 - Miglior film per Il regista di matrimoni
  - 2007 - Premio alla carriera
  - 2009 - Premio della stampa estera per Vincere
  - 2009 - Candidatura al miglior film per Vincere
  - 2009 - Candidatura alla miglior sceneggiatura per Vincere
  - 2017 - Candidatura al miglior film per Fai bei sogni
  - 2019 - Miglior regista per Il traditore
  - 2019 - Candidatura alla miglior sceneggiatura per Il traditore
- Ciak d'oro
  - 2002 - Miglior film per L'ora di religione
  - 2002 - Miglior regista per L'ora di religione[35]
  - 2002 - Candidatura alla miglior sceneggiatura per L'ora di religione
  - 2004 - Candidatura alla miglior sceneggiatura per Buongiorno, notte
  - 2010 - Candidatura alla miglior sceneggiatura per Vincere
  - 2020 - Candidatura a miglior regista per Il traditore[36]
  - 2021 - Candidatura al miglior film per Marx può aspettare
  - 2021 - Candidatura a miglior regista per Marx può aspettare[37]
- Festival di Cannes
  - Palma d'oro onoraria (2021)
- Festival internazionale del cinema di Berlino
  - Orso d'argento, gran premio della giuria 1991 per La condanna
- Mostra internazionale d'arte cinematografica
  - Leone d'argento 1967 per La Cina è vicina
  - Premio Osella per la migliore sceneggiatura 2003 per Buongiorno, notte
  - Leone d'oro alla carriera 2011
- Tuscia Film Fest
  - Premio Tuscia Terra di cinema 2019 per Il traditore
- Premio Flaiano per la cinematografia
  - 2023 - Migliore regia per Esterno notte